# دامیان رودژ
دامیان رودژ (کرواتی: Damjan Rudež؛ زادهٔ ۱۷ ژوئن ۱۹۸۶) بازیکن بسکتبال اهل کرواسی است.
از باشگاه‌هایی که در آن بازی کرده‌است می‌توان به مینه‌سوتا تیمبرولوز و ایندیانا پیسرز اشاره کرد.
وی در مسابقات کشوری و بین‌المللی در مجموع برندهٔ ۱ مدال طلا شده‌است.